# Депортес Пуерто Монт
Депортес Пуерто Монт (на испански: Puerto Montt), е чилийски професионален футболен отбор от Пуерто Монт, столицата на регион Лос Лагос. Основан е на 6 май 1983 г. Играе в чилийската втора дивизия. Най-големият успех е титлата във втора дивизия 2002 г.

## Футболисти

### Известни бивши футболисти
- Бернардо Бария
- Естебан Паредес
- Леандро Делгадо
- Нелсон Вияроел
- Нелсон Тапия

## Успехи
- Примера Б:
  - Шампион (1): 2002
  - Вицешампион (1): 1996
- Сегунда Дивисион:
  - Шампион (1): 2014/2015
- Кампеонато де Апертура де ла Сегунда Дивисион де Чиле:
  - Финалист (1): 1990

## Рекорди
- Най-голяма победа:
  - в Примера Дивисион: 6:1 срещу Сантяго Уондърърс, 1998 г.
  - в Примера Б: 6:0 срещу Сан Луис де Кийота, 2008 г.
  - за Купата на Чили: 7:3 срещу Провинсиал Осорно, 2010 г.
- Най-много мачове:
  - във всички турнири: Нелсон Вияроел - 478[1]
  - в Примера Дивисион: Ектор Агила, Леандро Делгадо – 144
- Най-много голове:
  - във всички турнири: Бернардо Бария – 85[1]
  - в Примера Дивисион: Хуан Кирога – 28